# The Swingers
The Swingers – polskie trio jazzowe z Torunia. Założone w 1995 r. w Gdyni, pod przewodnictwem Adama Suchackiego. 

## Skład zespołu
- Adam Suchacki – fortepian
- Krzysztof "Jazzman" Polski – kontrabas
- Zbigniew Polak – perkusja

## Dyskografia
- 2000 – Monotonia
- 2003 – Jazzując z Kopernikiem
- 2004 – Gdyby tak...
- 2006 – W 4 takty dookoła świata
- 2007 – Jaskiniowcy
- 2009 – Dalej.Czyli.Bliżej